# Luisella Viviani
Luisella Viviani, nota anche come Luisella Viviano, ma all'anagrafe Luisa Viviano (Castellammare di Stabia, 5 ottobre 1885 – Napoli, 9 ottobre 1968), è stata un'attrice teatrale e cantante italiana.

## Biografia
Sorella maggiore del drammaturgo ed attore Raffaele Viviani, debuttò decenne sulla scena come attrice e canzonettista, interprete delle canzoni scritte spesso appositamente per lei dal fratello, ruolo nel quale fu particolarmente apprezzata.
Lavorò spesso in stretta collaborazione con Raffaele fino a divenire, nel 1919, primadonna della compagnia teatrale da lui fondata nel 1917. Rimase famosa per l'interpretazione di Assunta Spina di Salvatore di Giacomo, che fu uno tra i suoi ammiratori più ferventi.
Nel 1926 fondò una compagnia propria, interrompendo quasi del tutto l'attività artistica con il fratello Raffaele.
Recitò ininterrottamente fino a tutto il 1961 quando, con la Compagnia Stabile Città di Napoli, portò in scena il dramma di Salvatore Di Giacomo Il voto con Maria Fiore, Leonardo Cortese, Rosalia Maggio, Nunzia Fumo, Rosita Pisano.

## Cinema
- Un amore selvaggio, produzione Cines (1912)
- La catena d'oro, produzione Cines (1912)
- Testa per testa, produzione Cines (1912)